# Максим Горький (Кваркенський район)
Максим Горький (рос. Максим Горький) — село у складі Кваркенського району Оренбурзької області, Росія.

## Населення
Населення — 243 особи (2010; 253 у 2002).
Національний склад (станом на 2002 рік):
- казахи — 41 %
- росіяни — 39 %